# Белица (рид)
Вижте пояснителната страница за други значения на Белица.
Белица e планински рид в Ихтиманска Средна гора, разположен на територията на Софийска област и Област Пазарджик.
Планинският рид Белица се простира в северната и североизточна част на Ихтиманска Средна гора. На изток долината на река Тополница го отделя от Същинска Средна гора, а на юг проломът на река Мътивир (приток на Тополница) – от рида Еледжик (част от Ихтиманска Средна гора). На югозапад склоновете му се спускат към Ихтиманската котловина, а на запад се свързва с Вакарелска планина, която също е част от Ихтиманска Средна гора. На северозапад, север и североизток се достига до Софийската, Саранската, Камарската и Златишко-Пирдопската котловина, а чрез трите планинска прага Негушевски, Опорски и Гълъбец се свързва с планините Мургаш и Етрополска, които са дялове от Стара планина.
Дължината му от север на юг е около 30 км, а максималната му ширина – до 20 км. Най-висок връх е Голяма Икуна (1220,9 м), разположен северно от село Белица.
Ридът е изграден от гнайси и шисти, като релефът му е силно разчленен и със стръмни склонове. Климатът е умерено-континентален. От него водят началото си Лесновска река (десен приток на Искър) и множество десни притоци на река Тополница и леви притоци на Мътивир. По западната страна на рида преминава част от главния вододел на България между Егейския и Черноморския басейн. Почвите са предимно кафяви горски. Обрасъл е с дъбови гори, а по високите заравнени части има обширни пасища. Развити са предимно горското стопанство и животновъдството и в малка степен туризмът.
Около Белица са разположени 15 села, от които 12 по северните му склонове – Байлово, Белопопци, Брестака, Гайтанево, Голема Раковица, Илинден, Каменица, Плъзище, Преспа, Смолско, Хвърчил и Черковище и 3 по южното – Белица, Бърдо и Джамузовци.
По северното подножие на рида, между Горна Малина и Мирково, на протежение от 36,8 км преминава участък от първокласен път № 6 от Държавната пътна мрежа ГКПП „Гюешево“ – София – Карлово – Бургас.
Между селата Бузяковци и Поибрене, на протежение от 25,7 км, преминава участък от третокласен път № 801 Вакарел – Панагюрище – Стрелча.
От запад на изток, успоредно на първокласен път № 6 преминава и част от трасето на Подбалканската жп линията София – Карлово – Пловдив.

## Топографска карта
- Лист от карта K-34-48. Мащаб: 1 : 100 000.
- Лист от карта K-34-60. Мащаб: 1 : 100 000.
- Лист от карта K-35-49. Мащаб: 1 : 100 000.